# Ironman Taiwan
Der Ironman Taiwan war eine von 2015 bis 2022 jährlich stattfindende Triathlon-Sportveranstaltung über die Ironman-Distanz (3,86 km Schwimmen, 180,2 km Radfahren und 42,195 km Laufen) in Kenting auf der Insel Taiwan im Westpazifik vor dem chinesischen Festland.

## Organisation
Organisiert wird diese Veranstaltung von der World Triathlon Corporation (WTC). Der erste Ironman-Wettkampf fand  hier am 12. April 2015 statt und es wurden rund 1600 Athleten am Start erwartet.

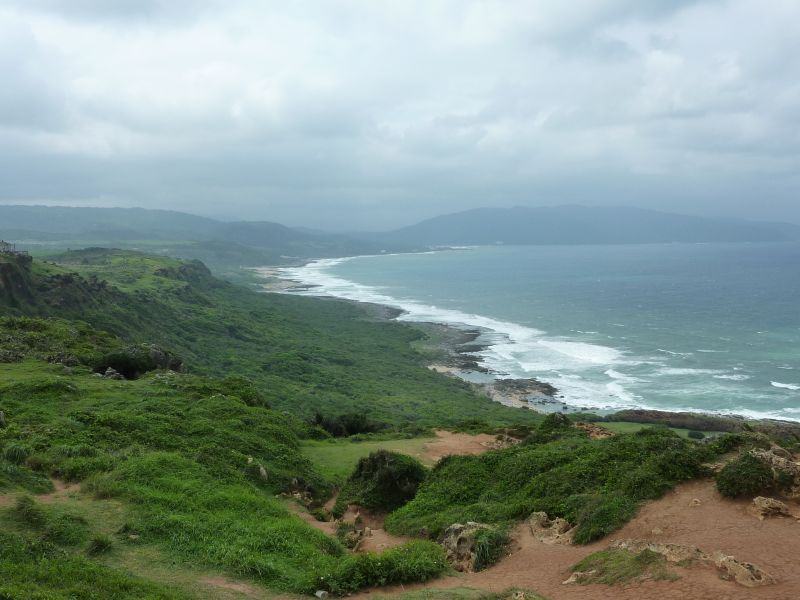
Kenting, Taiwan

Der Austragsort auf der Insel Taiwan ist Kenting. Es werden hier 25 Startplätze für die Ironman World Championships beim Ironman Hawaii vergeben. Der Termin der zweiten Austragung 2016 wurde von April auf Oktober verlegt.
Im Oktober 2018 musste die Schwimmstrecke wegen starken Windes auf 400 m verkürzt und das Rennen somit auf verkürztem Kurs ausgetragen werden. Das letzte Rennen war hier am 29. September 2019.
Die ursprünglich für den 12. April 2020 geplante Austragung wurde Anfang März im Rahmen der Ausbreitung des Coronavirus abgesagt und als die letzte Austragung war hier am 10. April 2022.

### Streckenverlauf
- Die Schwimmstrecke lag in der Small Bay und beginnt mit einem Strandstart. Es sind zwei Runden zu schwimmen.
- Der Radkurs über 180 km führte über drei Runden in den Süden Taiwans.
- Die Laufstrecke umfasste ebenso drei Runden und führte entlang der Hengchun-Halbinsel.[3]

### Streckenrekorde
Die Streckenrekorde wurden hier seit der Erstaustragung 2015 gehalten:
- Männer: 8:25:55 h,  Domenico Passuello, 2015
- Frauen: 9:20:23 h,  Dede Griesbauer, 2015

## Siegerliste
| N ° | Datum/Jahr    | Männer                  | Männer              | Männer            | Frauen               | Frauen            | Frauen             |
| N ° | Datum/Jahr    | Erster Platz            | Zweiter Platz       | Dritter Platz     | Erster Platz         | Zweiter Platz     | Dritter Platz      |
| --- | ------------- | ----------------------- | ------------------- | ----------------- | -------------------- | ----------------- | ------------------ |
| 6   | 10. Apr. 2022 | Jen Mao Hsu             | Chih-Yuan Wang      | Chin Ching Wang   | Liyun Chen           | Yi Ching Yang     | Ching Yi Hsu       |
| 5   | 29. Sep. 2019 | Taihei Kamiya           | Boss Hsieh          | Harrison Belfield | Nijina Magosaki      | Mandy Tik         | Autilia Stapper    |
| 4   | 7. Okt. 2018  | Daniel Fontana -2-      | Jarrod Harvey       | Alexander Polizzi | Sue Huse             | Sonja Bracegirdle | Katharina Grohmann |
| 3   | 1. Okt. 2017  | Kevin Collington        | Marino Vanhoenacker | Simon Cochrane    | Laurel Wassner       | Kate Bevilaqua    | Charlotte Morel    |
| 2   | 2. Okt. 2016  | Daniel Fontana          | Kaito Tohara        | Patrick Evoe      | Danielle Mack        | Shiao Yu Li       | Katharina Grohmann |
| 1   | 12. Apr. 2015 | Domenico Passuello (SR) | Fredrik Croneborg   | Patrick Evoe      | Dede Griesbauer (SR) | Dimity-Lee Duke   | Kim Schwabenbauer  |